# دیون دیکسون
دیون دیکسون (زاده ۲۴ دسامبر ۱۹۸۹) یک بسکتبالیست حرفه ای آمریکایی است. او بسکتبال کالج را در دانشگاه سینسیناتی بازی کرد. او در نوامبر ۲۰۱۷ با باشگاه الاتحاد طرابلس لیبی قرارداد امضا کرد.